# Humenyánszky Jolán
Humenyánszky Jolán (Ózd, 1942. február 17. – 2021. február 6.) magyar szobrász.

## Élete
1961 és 1966 között a Magyar Képzőművészeti Főiskolán tanult, ahol mesterei Szabó Iván és Mikus Sándor voltak. Művei főként realisztikus portrék és kisplasztikák. 2020 őszén tüdődaganatot diagnosztizáltak nála, majd 2021 februárjában elhunyt.
Egy fia van. Férje Szilágyi István színművész volt, 2020-as meggyilkolásáig.

## Díjak, elismerések
1971: Nívódíj

## Egyéni kiállítások
- 1984, 1992 • Budapest, XVII. kerületi Művelődési Ház, Budapest

## Köztéri művei
- Ady Endre (mellszobor, 1970, Ózd)
- Semmelweis (mellszobor, 1971, Kiskunhalas)
- Juhász Gyula (költő) (kő mellszobor, 1980, Makó)
- Lantos nő (1980, Bácsalmás)
- Balásházy János (emléktábla, 1983, Budapest, FM-árkád)
- Cserháti Sándor (bronz mellszobor, 1989, Budapest, FM-árkád)
- Anker Alfonz (bronz mellszobor, 1984, Kaposvár)
- Volny József (bronz emléktábla, 1989, Borsodnádasd Lemezgyár)
- Macskássy Árpád (bronz emléktábla, 1994, Budapest XI. ker.)